# Heterogramma orthoscia
Heterogramma orthoscia är en fjärilsart som beskrevs av George Francis Hampson. Heterogramma orthoscia ingår i släktet Heterogramma och familjen nattflyn. Inga underarter finns listade i Catalogue of Life.